# Jurinella huntingtoni
Jurinella huntingtoni là một loài ruồi trong họ Tachinidae.